# Czubarowka (sielsowiet olchowski)
Czubarowka (ros. Чубаровка) – wieś (ros. деревня, trb. dieriewnia) w zachodniej Rosji, w sielsowiecie olchowskim rejonu chomutowskiego w obwodzie kurskim.

## Geografia
Miejscowość położona jest 3,5 km od centrum administracyjnego sielsowietu olchowskiego (Olchowka), 13 km od centrum administracyjnego rejonu (Chomutowka), 111 km od Kurska.
W granicach miejscowości znajduje się 26 posesji.

## Demografia
W 2010 r. miejscowość zamieszkiwało 18 posesji.